# Iglesia de San Patricio (Carriacou)
La Iglesia de San Patricio (en inglés: Church of St. Patrick) es el nombre que recibe un edificio religioso que pertenece a la iglesia católica y se encuentra ubicado en la localidad de Hillsborough el principal centro poblado de la isla de Carriacou la más grande y poblada en las islas Granadinas, y que es parte del pequeño país caribeño de Granada.
El templo sigue el rito romano o latino y depende de la diócesis católica de Saint George en Granada (Dioecesis Sancti Georgii). Fue dedicada a San Patricio misionero católico que es conocido como el santo patrón de Irlanda. Los servicios religiosos se ofrecen en su totalidad en inglés. No debe confundirse con otra iglesia dedicada a San Patricio localizada en Sauteurs en la isla principal de Granada.